# Luis Gonzalo Godoy
Luis Gonzalo Godoy (Colta, 15 de mayo de 1931) es un acordeonista y compositor ecuatoriano que grabó más de seiscientas canciones, acompañó a Julio Jaramillo, Pepe Jaramillo, Fresia Saavedra entre otros destacados músicos populares del Ecuador. Es conocido por su interpretación de los estribillos en acordeón de algunos éxitos de Julio Jaramillo como los pasacalles ‘Chica Linda’ y ‘El Mendigo’; los valses ‘El regreso’, ‘Pasionarias’ y ‘Golondrinas’, así como los pasillos ‘Consuelo Amargo’ y ‘Carmita’.
Participó en la compañía de teatro de Ernesto Albán además intervino en la película “Si yo muero primero”, documental sobre Julio Jaramillo.  El 3 de diciembre de 2018, recibió la Orden Nacional al Mérito en el Grado de Gran Caballero por el presidente del Ecuador Lenín Moreno.

## Biografía
Pertenece a la cuarta generación de una familia de músicos y compositores chimboracenses, los Godoy y los Pulgar. Recibió las primeras lecciones de música de su abuelo Agustín Godoy Velarde. Se inició como maestro de capilla en la iglesia de Santa Rosa de Riobamba, sustituyendo esporádicamente a su abuelo. En 1944, en Guayaquil fue temporalmente maestro de capilla de la iglesia La Victoria y pianista en algunas programaciones de radio Cenit y Ortiz.
Dede 1946 viajó varias veces a Colombia, donde fue pianista de Radio Pacífico de Cali y de varios salones nocturnos. En 1949 retornó a Riobamba y en octubre de 1950, luego del fallecimiento de su abuelo Agustín, ocupó el cargo de maestro de capilla titular de Santa Rosa, desde entonces se dedicó exclusivamente a la música.
Desde 1952, como acordeonista integró la orquesta de baile Los Ángeles del Infierno, director: Ángel Serafín Pulgar y los conjuntos de música popular: Los Típicos Andinos (dúo de clarinetes, acordeón y guitarras, director: Víctor Huilca) y Los Condorazos (dúo de trompetas, acordeón y guitarras, director: Ángel Serafín Pulgar). En esos años actuó como pianista en las radios: Roxi, Ondas Ecuatorianas, La Voz de Riobamba y Mundial.
Gonzalo Godoy, en 1954 organizó y dirigió el Conjunto Juvenil que luego se llamó Conjunto de Gonzalo Godoy. En 1955 retornó a Guayaquil, integró el marco musical del dúo Aguayo Huayamabe y el conjunto de los Hermanos Castro (Pepe – violín, Juan y Gonzalo Castro Rodríguez – arpas, y Segundo Castro – guitarra). Junto a Lucho Silva, los hnos. Montecel, Los hnos. Vera, y otros músicos populares, Gonzalo Godoy también frecuentó la famosa “lagartera”, esquina bohemia de Guayaquil, donde se congregaban los músicos para ser contratos para serenatas y pequeñas fiestas familiares. Con el arpista Gonzalo Castro, el guitarrista Pedro Chinga y otros músicos, desde 1957 trabajó en Guayaquil, en varios programas de radio y en los espectáculos para turistas en los cruceros de la Grace Line. En Guayaquil, de 1956 hasta 1982, fue marco musical de algunos artistas que actuaron en las programaciones en vivo de las emisoras: CRE, Ortiz, Atalaya, Cenit, Cóndor, América, El Mundo, Cristal, etc. En esa temporada también integró varias orquestas o conjuntos de baile: la Orquesta Falconí Jr., director: Alfonso Falconí; los conjuntos: Hermanos López, director: Nelson López; Los 5 Latinos, director: Jorge “peluquín” Jara; Tropical Boys, director: Leonidas Carrasco; Marianao, director: Douglas Gualpa. A inicios de los años 60, participó como acordeonista, en la película “Riobamba a Colores”, director Agustín Cuesta Ordóñez. Durante siete años (1975-1982), fue organista acompañante de la compañía de Danzas Costeñas (Folk Costa) de Gonzalo Freire de la Universidad de Guayaquil. De 1978 a 1981, integró el conjunto musical del Programa dominical de televisión Puerta a la Fama, de Telecentro Canal 10, Guayaquil, director: Édgar Tobar.
En 1982 se radicó en Riobamba y ocupó el cargo de maestro de capilla de la iglesia de San Antonio – Loma de Quito. En 1992, con su familia se radicó en Quito, donde vive. Hasta 2019 ejerció la música, los domingos tocaba la misa de 10:30 a.m. en el templo de la Compañía de Jesús, y los otros días, en la Iglesia de Santo Domingo. Participó en la película "Si yo muero primero", documental sobre Julio Jaramillo (2017), productor: Rodolfo Muñoz. 

## Discografía[10]
Desde mediados de los años 50 y principalmente hasta los años 60, Gonzalo Godoy participó activamente, grabando para las empresas guayaquileñas: Orión, Ónix, Cóndor, Aguilar, Zoilita, etc. las empresas quiteñas: Rondador, Caife; Corsa de Ambato y los sellos riobambeños: Aravec y Puruhá.
En Guayaquil grabó como marco musical, junto al saxofonista Lucho Silva Parra; los requintistas: Rosalino Quintero, Carlos Montalvo, Pepe Dresner, Bolívar Lara, Abilio Bermúdez; los guitarristas: Sergio Bedoya, Juan Ruiz, Wacho Murillo, Pedro Chinga; el arpista Gonzalo Castro, los contrabajistas: Carlos Silva Pareja o Ramón Alarcón. En Quito grabó acompañando a los conjuntos de Bolívar Ortiz, Segundo Guaña y Olmedo Torres, etc. 

### Nómina de artistas a quienes acompañó Gonzalo Godoy en grabaciones
Solistas: Julio Jaramillo, Pepe Jaramillo, Fausto Huayamabe, Ángel Urquizo, Tomás Oleas Carrasco, Diego Moncayo, Fresia Saavedra, Mélida María Jaramillo, Holanda Campos, Maruja Serrano, Chabelita Godoy.
Dúos femeninos: Hnas. Mendoza Sangurima (Maruja y Amelia), Hermanas Mendoza Suasti (Mercedes y Laura), Hnas. Salinas (Olga y Teresa), Hnas. Badillo Baldeón (Romelia y Lida), Hnas. Orbe, Las Costeñitas (Rosita y Sonia Guaycha). Las Campesinitas (Zeneida Avilés y Nancy Murillo), Las Ecuatorianitas (Máxima Mejía y Blanca Palomeque), Las Porteñitas (Consuelo Castillo y Fresia Saavedra), Maya Terán (Luz Marina Maya, Martha Terán), Maya Suárez (Luz Marina Maya, N. Suárez).
Dúos masculinos: Aguayo Huayamabe (Néstor Aguayo, Fausto Huayamabe), Valencia Aguayo (Luis Valencia Miranda y Néstor Aguayo), Maridueña Rubira (Fernando Maridueña, Carlos Rubira Infante), Niama Bedoya (Julio Niama, Sergio Bedoya), Sánchez Bedoya (Pepe Sánchez y Sergio Bedoya), Los interandinos (Alfredo Llerena y Sergio Bedoya), Ayala Coronado (Alfredo Ayala, Washington Coronado), Jara Coronado (Noé Jara y Washington Coronado), Hnos. Carrión, Los Trigales, Los Edecanes, Los Aldeanos (Galo Ramírez, Olmedo Riqueros).
Dúos mixtos: Saavedra Rubira (Fresia Saavedra y Carlos Rubira Infante), Saavedra Sánchez (Fresia Saavedra y Pepe Sánchez), Saavedra Bohórquez (Fresia Saavedra, Agustín Bohórquez), Saavedra Moncayo (Fresia Saavedra, Gonzalo Moncayo); España Saavedra (Carlos España, Fresia Saavedra), Orellana Saavedra (Juan Orellana Junco, Fresia Saavedra), Villena Sánchez (Argentina Villena y Pepe Sánchez), Sánchez Palomeque (Pepe Sánchez y Blanca Palomeque), Campos Sánchez (Holanda Campos, Pepe Sánchez), Salinas Murillo (Jorge Salinas, Nancy Murillo), Alzamora Avilés (Francisco Alzamora y Zeneida Avilés), Ordóñez Córdova (Anita Ordóñez y Carlos Córdova), Maya Valencia (Luz Marina Maya, Luis Valencia Miranda), Los Zhunaulas (Ángel y Yolanda). 
Tríos: Hnos. Murillo (Mario, Mercedes y Paty Murillo), Trío Los Soberanos (Alfredo Lamar, Pedro Chinga, Abilio Bermúdez).
Conjuntos intrumentales: Los Condorazos, Los Barrieros, Olmedo Torres, Víctor Huilca, Gerardo Cilveti, Paco Godoy.

### Estribillos (interludios)
Un estribillo o interludio (del lat. interludĕre, jugar a ratos) es un recurso musical, pasaje, fragmento que se interpreta como introducción o entre dos partes o secciones de una misma canción. Gonzalo Godoy es recordado por su creatividad y habilidad de crear hermosos estribillos; están en la memoria sonora de los ecuatorianos; por ejemplo, los estribillos en acordeón de algunos éxitos de Julio Jaramillo:
Los pasacalles: Chica Linda (Carlos Rubira); El Mendigo (Buenaventura Navas, Nicolás Fiallos)
Valses: El Regreso (Ángel y Francisco Torres Oramas); Pasionarias (Arreglo Nicasio Safadi); Golondrinas
Pasillos: Consuelo Amargo (Enrique Ortega, Nicasio Safadi; Carmita (Carlos Solís Morán), etc.
Con Aguayo Huayamabe, son recordados los estribillos de los valses: Ilusión Perdida (Gilberto Plascencia); ¿Por qué Dios Mío? (Marco Vinicio Bedoya); Di que me Quieres (Néstor Aguayo); Injusticia (Néstor Aguayo, Gonzalo Godoy); Escuchando (Víctor Valencia)
Pasacalles: Palomita Errante (Marco Vinicio Bedoya); Busco Tu Amor (Sergio Bedoya); El Chulla Riobambeño (Gerardo Arias); Nunca te Olvido, (letra de Néstor Aguayo, música tradicional); Cerrito Santana (Jorge Salinas)
Pasillo: Lamento (Gonzalo Moncayo), etc.

### Discos Aravec
El 2 de agosto de 1980, Luis Gonzalo Godoy, Mario y Antonio Godoy Aguirre, organizaron en Riobamba, Producciones Fonográficas Aravec, pequeña empresa que ha producido varios discos de larga duración y discos compactos de música ecuatoriana, interpretados por: Pepe Jaramillo; Carlos Bonilla Chávez, Paulina Tamayo; Paco Godoy, Gonzalo Godoy, Grupo Quimera, Fresia Saavedra, Dúo Ayala Coronado, Hnas. López Ron, Ángel Urquizo, Silvia Chabelita Godoy; Ramiro Gavilanes, Los Barrieros, Los Andinos de Hungría, Paola Aranda, Norma Navarro, Marlon Valverde, Marcelo Sánchez, los Conjuntos de música Runapaj Shungu, Los Tucumbi, el Grupo Bantú del Chota, la Banda de Calpi, Hnos. Murillo. Dúos: Maya Terán, Maya Suárez; Los Zhunaulas, el pianista Giovanni Panozzo, Chuchito Valdés, Jesús Fichamba, Banda Azul de la FAE, etc.

## Obras compuestas por Gonzalo Godoy[10]

### Aires típicos
- La romería. Autores: Luis Gonzalo Godoy y Sergio Bedoya.
- Tono mañanero.

### Carnavales
- Carnaval de Colta.
- Carnaval de Gonzalo Godoy.
- Chimborazo Carnaval (Carnaval de San Andrés).
- Entierro del Carnaval (Guamoteño Carnaval).

### Música sacra
- Misa navideña.

### Sanjuanitos
- Amorcito mío. Autor: Julio César Murillo, compositor: Luis Gonzalo Godoy.
- Juraste quererme. Autores: Luis Gonzalo Godoy, Segundo Sánchez.
- Morenita caprichosa. Autores: Luis Gonzalo Godoy y Ángel Serafín Pulgar.
- Seis de enero. Sanjuanito. Compositor: Luis Gonzalo Godoy.

### Tonadas
- A una guambrita.
- Despedida. Autores: Luis Gonzalo Godoy y Ángel Serafín Pulgar.
- Rosita hermosa.
- Rosita linda.
- Rumiñahui, tonada.

### Valses ecuatorianos
- Corazón destrozado.
- Injusticia. Autores: Luis Gonzalo Godoy y Néstor Aguayo Jarrín.
- Valsecito Inolvidable.
- Dime, dime, dime. Autores: Luis Gonzalo Godoy y Mario Godoy Aguirre.